# Zyprische Fußballnationalmannschaft (U-21-Männer)
Die zyprische U-21-Fußballnationalmannschaft ist eine Auswahlmannschaft aus der Republik Zypern stammender Fußballspieler. Sie unterliegt der Verantwortung des nationalen Verbandes Cyprus Football Association und repräsentiert ihn auf der U-21-Ebene, in Freundschaftsspielen gegen die Auswahlmannschaften anderer nationaler Verbände, aber auch bei der Europameisterschaft des Kontinentalverbandes UEFA. Spielberechtigt sind Spieler, die ihr 21. Lebensjahr noch nicht vollendet haben und die zyprische Staatsangehörigkeit besitzen. Bei Turnieren ist das Alter beim ersten Qualifikationsspiel maßgeblich.

## Geschichte
Die zyprische U-21-Auswahlmannschaft wurde 1978 ins Leben gerufen, nachdem auch keine U-23-Auswahlmannschaft in den Jahren zuvor an UEFA-Wettbewerben teilgenommen hatte. Im ersten Länderspiel, das im Rahmen der Qualifikation für die K.-o.-Phase der EM 1980 stattfand, erreichte die Mannschaft ein 0:0-Unentschieden gegen Spanien. Dennoch kam sie am Ende nicht über den letzten Tabellenplatz hinaus. Die U-21-Auswahl Zyperns konnte sich bisher noch für kein von der UEFA ausgerichtetes offizielles Turnier qualifizieren. Einer Turnierteilnahme kam die Auswahlmannschaft bei der Qualifikation zur EM-Endrunde 2004 am nächsten, als sie hinter Frankreich Tabellenzweiter wurde, aber nach fünf Siegen aus zehn Spielen nicht zu den sechs besten Gruppenzweiten für die Entscheidungsspiele für den Einzug in die Endrunde gehörte.

## Teilnahme bei U-21-Europameisterschaften
| 1978                        | keine Teilnahme    |
| 1980                        | nicht qualifiziert |
| 1982                        | nicht qualifiziert |
| 1984                        | nicht qualifiziert |
| 1986                        | nicht qualifiziert |
| 1988                        | nicht qualifiziert |
| 1990                        | nicht qualifiziert |
| 1992                        | nicht qualifiziert |
| 1994 in Frankreich          | nicht qualifiziert |
| 1996 in Spanien             | nicht qualifiziert |
| 1998 in Rumänien            | nicht qualifiziert |
| 2000 in der Slowakei        | nicht qualifiziert |
| 2002 in der Schweiz         | nicht qualifiziert |
| 2004 in Deutschland         | nicht qualifiziert |
| 2006 in Portugal            | nicht qualifiziert |
| 2007 in den Niederlanden    | nicht qualifiziert |
| 2009 in Schweden            | nicht qualifiziert |
| 2011 in Dänemark            | nicht qualifiziert |
| 2013 in Israel              | nicht qualifiziert |
| 2015 in Tschechien          | nicht qualifiziert |
| 2017 in Polen               | nicht qualifiziert |
| 2019 in Italien/San Marino  | nicht qualifiziert |
| 2021 in Slowenien/Ungarn    | nicht qualifiziert |
| 2023 in Rumänien & Georgien | nicht qualifiziert |
| 2025 in der Slowakei        | nicht qualifiziert |